# Вік кримінальної відповідальності
Вік кримінальної відповідальності — визначена кримінальним законом кількість років (календарний період психофізіологічного стану людини), по досягненню яких особа вважається такою, що підлягає кримінальній відповідальності та покаранню. Вік кримінальної відповідальності є обов'язковою ознакою суб'єкта злочину. У кримінальних законодавствах більшості держав визначено мінімальний вік кримінальної відповідальності, а в деяких випадках також наводиться певна диференціація віку кримінальної відповідальності залежно від суспільної небезпеки конкретних злочинів (кримінальних правопорушень).

## Мінімальний вік кримінальної відповідальності у законодавстві зарубіжних країн
Вік як невід’ємна і важлива ознака суб’єкта злочину по-різному встановлюється в зарубіжному кримінальному праві держав різної орієнтації на історичних етапах їх становлення і зазнає значних коливань з урахуванням особливостей розвитку тієї чи іншої держави окремо.
Мінімальний вік кримінальної відповідальності по-різному регламентується законодавцями окремих держав, і коливається в діапазоні від 7 до 15 років. Зокрема, встановлюється мінімальний вік кримінальної відповідальності:
- 7 років – Ірландія, Єгипет, Ірак, Ліван, Ємен та ін.[2];
- 8 років – Шотландія, Шрі-Ланка[3][4];
- 9 років – Ірак, Філіппіни;
- 10 років – Англія, Нова Зеландія[5];
- 12 років – Туреччина;
- 13 років – Франція, Польща, Алжир та ін.
- 14 років – Білорусь, Росія, Ліхтенштейн[6] та ін.;
- 15 років – Швеція, Чехія.

## Вік кримінальної відповідальності у законодавстві України
Відповідно до ч. 1 ст. 22 Кримінального кодексу України "Кримінальній відповідальності підлягають особи, яким до вчинення кримінального правопорушення виповнилося шістнадцять років".
Частина 2-га цієї ж статті передбачає, що "Особи, що вчинили кримінальні правопорушення у віці від чотирнадцяти до шістнадцяти років, підлягають кримінальній відповідальності лише за умисне вбивство (статті 115 - 117), посягання на життя державного чи громадського діяча, працівника правоохоронного органу, члена громадського формування з охорони громадського порядку і державного кордону або військовослужбовця, судді, народного засідателя чи присяжного у зв'язку з їх діяльністю, пов'язаною із здійсненням правосуддя, захисника чи представника особи у зв'язку з діяльністю, пов'язаною з наданням правової допомоги, представника іноземної держави (статті 112, 348, 379, 400, 443), умисне тяжке тілесне ушкодження (стаття 121, частина третя статей 345, 346, 350, 377, 398), жорстоке поводження з тваринами (стаття 299), умисне середньої тяжкості тілесне ушкодження (стаття 122, частина друга статей 345, 346, 350, 377, 398), диверсію (стаття 113), бандитизм (стаття 257), терористичний акт (стаття 258), захоплення заручників (статті 147 і 349), зґвалтування (стаття 152), сексуальне насильство (стаття 153), крадіжку (стаття 185, частина перша статей 262, 308), грабіж (статті 186, 262, 308), розбій (стаття 187, частина третя статей 262, 308), вимагання (статті 189, 262, 308), умисне знищення або пошкодження майна (частина друга статей 194, 347, 352, 378, частини друга та третя статті 399), пошкодження шляхів сполучення і транспортних засобів (стаття 277), угон або захоплення залізничного рухомого складу, повітряного, морського чи річкового судна (стаття 278), незаконне заволодіння транспортним засобом (частини друга, третя статті 289), хуліганство (стаття 296)".